# Мінтьо
Кітідзан Мінтьо (1352 — 26 вересня 1431) — японський художник періоду Муроматі.

## Життєпис
Народився 1352 році на острові Авадзі. Справжнє ім'я Хо Денсу. Замолоду став буддистським ченцем у монастирі Тофуку-дзі в Кіото. Решту життя провів в цьому монастирі. Був учнем настоятеля цього монастиря Дайдзьо Ітії. Згодом отримав посаду наглядача храмової зали. Втім більше уваги приділяв малюванню ніж буддистським практикам дзен. Для Мінтю процес створення картин став більшим ніж здійснення релігійної практики або засіб самовдосконалення. Помер 1431 року в Кіото. Висловлюється думка, що був вчителем художника Дзосецу.

## Творчість

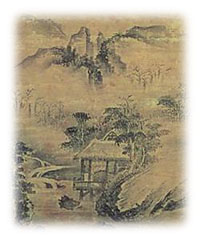
«Усамітнене житло біля гірського струмка»

З усього доробку на тепер залишилося близько 40 робіт. Відзначився як пейзажист і портретист. Дослідники вважають Мінтьо піонером пейзажного живопису (сумі-е) XV сторіччя. Зазнав впливу китайського художника Ма Юаня. З найбільш значних робіт є 50 панелей, що представляють 500 аргатів раннього буддизму (1380-ті роки), портрет Сойті, засновника цього монастиря Тофуку-дзі, що відрізняється високою іронією і реалістичністю зображення; портрет Дайдзьо Ітії, який зберігається в Національному музеї Нара (1394 рік); сувій «Перехід у нірвану» для монастиря Тофуку-дзі (1408 рік), «Малий будинок в тіні долини» (1413 рік), «Зелені гори і білі хмари» (1420 рік). Одним з останніх творів є зображення дракона на стелі зали монастиря, виконане у 1428 році.
У творах присутні всі основні елементи «ідеального пейзажу»: невелика хатина з фігуркою людини, камені, які омиваються гірським струмком, і проступають крізь туманний серпанок вершини гір. Створено швидкими, легкими рухами, мало схожі на реальність, пейзажі створюють особливу поетичну атмосферу, яку розвивають каліграфічні написи в верхній частині кожного сувою.
Є автором одного з перших сувоїв у стилі сін-ґа (картини серця), де зображувався вигаданий світ, в якому художник намагався віднайти гармонію. Мінтьо створив цей сувій 1413 року під назвою «Усамітнене житло біля гірського струмка». Його присвячено було зборам ченців монастиря Нандзен-дзі з приводу спорудження нової альтанки для медитації (сьосай).